# 相撲部屋
相撲部屋（日语：／ sumō-beya）是日本培訓相撲力士的組織，概念類似一些武術流派的道場或體育競賽的隊伍，依文脈可簡稱為「部屋」。日文中，「部屋」指的是房間。每個相撲力士都要有一個所屬的相撲部屋，否則不能正式出場比賽。相撲力士們在相撲部屋中團體生活及接受訓練。
相撲部屋的掌門人稱為「親方」（正式頭銜稱為「年寄」），為退役大相撲力士出任，是相撲部屋的核心人物，負責相撲部屋的經營管理決策。一些屬性相近或意氣投合的相撲部屋會組成集團，這種集團稱為「一門」。通常一個部屋也有至少一位行司、床山和呼出。
部屆的營運開支，一部分由相撲協會提供，一部分由所在地後援會捐助。

## 相撲部屋一覽
以下為截至2021年2月27日為止的相撲部屋列表，共有5個一門，合計44個相撲部屋。
| 部屋名       | 開創者                         | 師傅                           | 教練 | 所屬一門            | 創設年月日    | 最高階級力士（十兩以上，粗體字為現役力士）                                                                                 | 獨立部屋                                                | 合併部屋                               | 舊名                               | 備註                                                                                                   |
| ------------ | ------------------------------ | ------------------------------ | --- | ------------------- | ------------- | --- | ------------------------------------------------------- | -------------------------------------- | ---------------------------------- | --- |
| 出羽海部屋   | 初代出羽海 （前1・出羽海）     | 11代出羽海 （前2・小城之花）   | 14代中立（小結・小城錦） 16代高崎（前6・金開山） 15代出來山（關脇・出羽之花） | 出羽海一門 領導者   | 1800年左右    | 橫綱・常陸山 橫綱・大錦 橫綱・栃木山 橫綱・常乃花 橫綱・武藏山 橫綱・安藝乃海 橫綱・千代之山 橫綱・佐田之山 橫綱・三重乃海 | 春日野部屋 九重部屋 武蔵川部屋 中立部屋 田子之浦部屋    | 田子之浦部屋                           |                                    | |
| 春日野部屋   | 8代春日野 （橫綱・栃木山）     | 11代春日野 （關脇・栃乃和歌）  | 9代富士之根（小結・大善） 15代二十山（小結・栃乃花） 24代竹縄（關脇・栃乃洋） 12代三保之關（前1・栃榮） 18代岩友（前7・木村山） 13代清見瀉（關脇・栃煌山） 12代待乳山（小結・播龍山） | 出羽海一門          | 1925年        | 橫綱・栃錦 橫綱・栃之海 | 玉之井部屋 入間川部屋 千賀之浦部屋                      | 田子之浦部屋 二所之關部屋 三保之關部屋 |                                    | |
| 玉之井部屋   | 13代玉之井 （關脇・栃東）      | 14代玉ノ井 （大關・栃東）      | 無 | 出羽海一門          | 1990年1月     | 大關・栃東 | 無                                                      | 無                                     |                                    | |
| 入間川部屋   | 16代入間川 （關脇・栃司）      | 16代入間川 （關脇・栃司）      | 15代若藤（前4・皇司） 17代雷（小結・垣添） | 出羽海一門          | 1993年1月     | 前4・皇司 | 無                                                      | 無                                     |                                    | |
| 山響部屋     | 一代北之湖 （横綱・北之湖）    | 20代山響 （前1・嚴雄）         | 29代小野川（前2・北太樹） | 出羽海一門          | 1985年12月1日 | 小結・臥牙丸 | 無                                                      | 二十山部屋 木瀨部屋 三保之關部屋       | 2015年11月30日以前為北之湖部屋。   | |
| 式秀部屋     | 8代式守秀五郎 （小結・大潮）   | 9代式守秀五郎 （前9・北櫻）    | 無 | 出羽海一門          | 1992年4月     | 十14・千昇 | 無                                                      | 無                                     |                                    | 2013年1月4日以前屬於時津風一門。                                                                       |
| 木瀨部屋     | 11代木村瀨平 （前1・肥後之海） | 11代木村瀨平 （前1・肥後之海） | 13代稻川（小結・普天王） | 出羽海一門          | 2003年12月1日 | 小結・臥牙丸 小結・常幸龍                                                                                                  | 無                                                      | 無                                     |                                    | 2010年5月31日至2012年4月1日部屋受到關閉處分。                                                          |
| 尾上部屋     | 17代尾上 （小結・濱之嶋）      | 17代尾上 （小結・濱之嶋）      | 22代佐之山（前12・里山） 23代音羽山（前8・天鎧鵬） | 出羽海一門          | 2006年8月1日  | 大關・把瑠都 | 無                                                      | 無                                     |                                    | |
| 藤島部屋     | 14代武蔵川 （橫綱・三重乃海）  | 18代藤島 （大關・武雙山）      | 15代大鳴戶（大關・出島） 14代山分（前1・武雄山） 23代春日山（前3・武州山） 20代北陣（前2・翔天狼）                                                                                    | 出羽海一門          | 1981年8月     | 橫綱・武藏丸 | 武藏川部屋 二子山部屋                                   | 無                                     | 2010年9月30日以前為武藏川部屋。    | |
| 武藏川部屋   | 15代武藏川 （橫綱・武藏丸）    | 15代武藏川 （橫綱・武藏丸）    | 無 | 出羽海一門          | 2013年4月1日  | 無 | 無                                                      | 無                                     |                                    | |
| 二子山部屋   | 14代二子山 （大關・雅山）      | 14代二子山 （大關・雅山）      | 無 | 出羽海一門          | 2018年4月1日  | 十兩 狼雅外喜義 | 無                                                      | 無                                     |                                    | |
| 境川部屋     | 12代中立 （小結・兩國）        | 13代境川 （小結・兩國）        | 18代關之戶（小結・岩木山） 14代武隈（大關・豪榮道） 17代振分（前14・寶千山） 14代山科（前2・佐田之富士）                                                                              | 出羽海一門          | 1998年5月     | 大關・豪榮道(武隈部屋) | 無                                                      | 無                                     | 2003年1月以前為中立部屋。          | |
| 立浪部屋     | 4代立浪 （小結・綠嶌）         | 7代立浪 （小結・旭豐）         | 不在 | 出羽海一門          | 1915年        | 橫綱・雙葉山 橫綱・羽黑山 橫綱・雙羽黑                                                                                     | 中川部屋 時津風部屋 春日山部屋 大島部屋 武隈部屋        | 追手風部屋                             |                                    | 2012年5月以前屬於伊勢濱一門。 至2018年5月為止屬於貴乃花一門。 至2018年9月無所屬一門。                  |
| 二所之關部屋 | 9代松之根 （大關・若嶋津）     | 12代二所之關 （大關・若嶋津）  | 13代湊川（小結・大徹） 18代放駒（關脇・玉乃島） 10代松之根（前8・玉力道） | 二所之關一門 領導人 | 1990年2月18日 | 小結・松鳳山幕內·一山本 | 無                                                      | 二所之關部屋                           | 2014年12月1日以前為松之根部屋。    | |
| 佐渡嶽部屋   | 11代佐渡嶽 （小結・琴錦）      | 13代佐渡嶽 （關脇・琴之若）    | 13代粂川（小結・琴稻妻） 18代濱風（前3・五城櫻） 16代白玉（前3・琴椿） 14代秀之山（大關・琴獎菊）                                                                                     | 二所之關一門        | 1955年        | 橫綱・琴櫻 | 尾車部屋 鳴戶部屋                                       | 無                                     |                                    | |
| 尾車部屋     | 8代尾車 （大關・琴風）         | 8代尾車 （大關・琴風）         | 22代押尾川（關脇・豪風） 13代中村（關脇・嘉風） | 二所之關一門        | 1987年3月23日 | 關脇・豪風 關脇・嘉風 | 朝日山部屋                                              | 押尾川部屋                             |                                    | |
| 鳴戶部屋     | 15代鳴戶 （大關・琴歐洲）      | 15代鳴戶 （大關・琴歐洲）      | 無 | 二所之關一門        | 2017年4月1日  | 無 | 無                                                      | 無                                     |                                    | |
| 片男波部屋   | 12代片男波 （關脇・玉乃海）    | 14代片男波 （關脇・玉春日）    | 17代熊谷（前9・玉飛鳥） | 二所之關一門        | 1961年5月     | 橫綱・玉之海 | 無                                                      | 中川部屋                               |                                    | |
| 田子之浦部屋 | 13代鳴戶 （横綱・隆之里）      | 15代田子之浦 （前8・隆之鶴）   | 16代荒磯（橫綱・稀勢之里） | 二所之關一門        | 1989年2月1日  | 橫綱・稀勢之里 | 西岩部屋,荒磯部屋                                       | 無                                     | 2013年12月25日以前為鳴戶部屋。     | |
| 西岩部屋     | 12代西岩 （關脇・若之里）      | 12代西岩 （關脇・若之里）      | 不在 | 二所之關一門        | 2018年2月1日  | 無 | 無                                                      | 無                                     |                                    | |
| 高田川部屋   | 8代高田川 （大關・前之山）     | 9代高田川 （關脇・安芸乃島）   | 無 | 二所之關一門        | 1974年4月     | 小結・前乃臻 小結・劍晃 小結・龍電                                                                                         | 無                                                      | 無                                     |                                    | 1998年1月為止屬於高砂一門。 2011年1月17日以前無所屬部屋。                                              |
| 峰崎部屋     | 7代峰崎 （前2・三杉磯）        | 7代峰崎 （前2・三杉磯）        | 15代花籠（關脇・太壽山） | 二所之關一門        | 1988年12月    | 前2・荒鷲 | 無                                                      | 花籠部屋                               |                                    | |
| 芝田山部屋   | 12代芝田山 （橫綱・大乃國）    | 12代芝田山 （橫綱・大乃國）    | 無 | 二所之關一門        | 1999年6月     | 十7・若乃島 | 無                                                      | 放駒部屋                               |                                    | |
| 大嶽部屋     | 一代大鵬 （橫綱・大鵬）        | 17代大嶽 （十4・大龍）         | 無 | 二所之關一門        | 1971年12月    | 關脇・巨砲 | 阿武松部屋                                              | 無                                     | 2004年1月1日以前為大鵬部屋。       | 2010年1月為止屬於二所之關一門。 至2018年6月為止屬於貴乃花一門。 2018年9月為止被視為屬於舊貴乃花一門。  |
| 阿武松部屋   | 12代阿武松 （關脇・益荒雄）    | 13代阿武松 （前8・大道）       | 12代不知火（小結・若荒雄） | 二所之關一門        | 1994年10月    | 小結・若荒雄 小結・阿武咲                                                                                                  | なし                                                    | なし                                   |                                    | 2010年1月為止屬於二所之關一門。 至2018年6月為止屬於貴乃花一門。 2018年9月為止被視為屬於舊貴乃花一門。  |
| 常盤山部屋   | 19代千賀之浦 （關脇・舛田山）  | 17代常盤山 （小結・隆三杉）    | 21代千賀之浦（關脇・舛田山） | 二所之關一門        | 2004年9月27日 | 大關・貴景勝 | 無                                                      | 貴乃花部屋                             | 2020年11月26日以前為千賀之浦部屋。 | 2016年4月8日為止屬於出羽海一門。 至2018年6月為止屬於貴乃花一門。 2018年9月為止被視為屬於舊貴乃花一門。 |
| 湊部屋       | 22代湊 （小結・豐山）          | 23代湊 （前2・湊富士）         | 無 | 二所之關一門        | 1982年12月    | 關脇・逸之城 | 無                                                      | 無                                     |                                    | 2017年12月17日為止屬於時津風一門。 2018年9月以前無所屬。                                               |
| 錣山部屋     | 20代錣山 （關脇・寺尾）        | 20代錣山 （關脇・寺尾）        | 19代立田川（小結・豐真將） | 二所之關一門        | 2004年1月27日 | 小結・豐真將 小結・阿炎 | 無                                                      | 無                                     |                                    | 2017年12月17日為止屬於時津風一門。 2018年9月以前無所屬。                                               |
| 時津風部屋   | 一代雙葉山 （橫綱・雙葉山）    | 17代時津風 （前1・土佐豐）     | 13代枝川（前1・蒼樹山） 15代中川（前14・旭里） 16代井筒（關脇・豐之島） | 時津風一門 領導人   | 1941年5月     | 橫綱・鏡里 | 立田川部屋 湊部屋 式秀部屋 荒汐部屋                     | 中川部屋                               | 1945年11月為止為雙葉山相撲道場。   | |
| 荒汐部屋     | 8代荒汐 （小結・大豐）         | 9代荒汐 （前2・蒼國來）        | 無 | 時津風一門          | 2002年6月1日  | 小結・若隆景 | 無                                                      | 中川部屋                               |                                    | |
| 伊勢之海部屋 | 不明                           | 12代伊勢之海 （前3・北勝鬨）   | 10代甲山（前11・大碇） 13代立川（關脇・土佐之海） | 時津風一門          | 1757年以前    | 橫綱・谷風 橫綱・柏戶 | 鏡山部屋                                                | 中川部屋                               |                                    | 於1942年5月再開。                                                                                      |
| 鏡山部屋     | 7代鏡山 （橫綱・柏戶）         | 8代鏡山 （關脇・多賀龍）       | 13代勝之浦（前2・起利錦） | 時津風一門          | 1969年7月     | 關脇・多賀龍 | 無                                                      | 無                                     |                                    | |
| 陸奧部屋     | 7代井筒 （橫綱・初代西乃海）   | 9代陸奥 （大關・霧島）         | 12代立田山（前1・薩洲洋） 17代浦風（前1・敷島） | 時津風一門          | 1900年左右    | 橫綱・2代西乃海 橫綱・3代西乃海 橫綱・鶴龍                                                                                 | 君之濱部屋                                              | 立田川部屋 井筒部屋                    | 1974年4月以前為井筒部屋。          | |
| 追手風部屋   | 11代追手風 （前2・大翔山）     | 11代追手風 （前2・大翔山）     | 無 | 時津風一門          | 1998年10月1日 | 關脇・追風海 關脇・大榮翔                                                                                                  | 中川部屋                                                | 春日山部屋 中川部屋                    |                                    | 2016年12月22日為止屬於伊勢濱一門。                                                                     |
| 高砂部屋     | 初代高砂 （前1・高砂）         | 8代高砂 （關脇・朝赤龍）       | 15代若松（前1・朝乃若） 18代錦島（大關・4代朝潮） | 高砂一門 領導人     | 1880年左右    | 橫綱・初代西乃海 橫綱・初代小錦 橫綱・前田山 橫綱・東富士 橫綱・3代朝潮 橫綱・朝青龍                                       | 大山部屋 若松部屋 高田川部屋 東關部屋 中村部屋 錦戶部屋 | 大山部屋 若松部屋                      |                                    | |
| 東關部屋     | 12代東關 （關脇・高見山）      | 14代東關 （小結・高見盛）      | 無 | 高砂一門            | 1986年2月     | 橫綱・曙 | 無                                                      | 中村部屋                               |                                    | 2019年12月13日至2020年1月29日因13代東關過世而一度預定併入八角部屋。                                    |
| 錦戶部屋     | 代錦戶 （關脇・水戶泉）        | 代錦戶 （關脇・水戶泉）        | 20代千田川（小結・鬥牙） | 高砂一門            | 2002年12月1日 | 十4・水戶龍 | 無                                                      | 無                                     |                                    | |
| 九重部屋     | 11代九重 （橫綱・千代之山）    | 14代九重 （大關・千代大海）    | 13代谷川（關脇・北勝力） | 高砂一門            | 1967年1月31日 | 橫綱・北之富士 橫綱・千代之富士 橫綱・北勝海                                                                               | 井筒部屋 八角部屋                                       | 井筒部屋                               |                                    | |
| 八角部屋     | 8代八角 （橫綱・北勝海）       | 8代八角 （橫綱・北勝海）       | 19代陣幕（前1・富士乃真司） 12代大山（前2・大飛） | 高砂一門            | 1993年10月    | 關脇・北勝力 關脇・隠岐之海                                                                                                | 無                                                      | 無                                     |                                    | |
| 伊勢濱部屋   | 3代安治川 （關脇・陸奥嵐）     | 9代伊勢濱 （橫綱・旭富士）     | 8代安治川（關脇・安美錦） 17代楯山（前6・譽富士） 20代桐山（小結・黑瀨川） | 伊勢濱一門 領導人   | 1979年4月     | 橫綱・日馬富士 照之富士 | 無                                                      | 間垣部屋 朝日山部屋                    | 2007年11月以前為安治川部屋。       | |
| 友綱部屋     | 8代高島 （前4・八甲山）        | 11代友綱 （關脇・旭天鵬）      | 18代玉垣]]（小結・智乃花） 5代大島（關脇・魁輝） | 伊勢濱一門          | 1922年        | 橫綱・吉葉山 | 追手風部屋 淺香山部屋                                   | 武隈部屋 大島部屋 中川部屋             | 1961年5月以前為高島部屋。          | |
| 宮城野部屋   | 一代吉葉山 （橫綱・吉葉山）    | 12代宮城野 （前13・竹葉山）    | 13代高島（關脇・高望山） | 伊勢濱一門          | 1958年1月     | 橫綱・白鵬 | 無                                                      | 中川部屋                               | 1960年以前維吉葉山道場。           | |
| 淺香山部屋   | 15代淺香山 （大關・魁皇）      | 15代淺香山 （大關・魁皇）      | 無 | 伊勢濱一門          | 2014年2月1日  | 十11・魁勝 | 無                                                      | 朝日山部屋                             |                                    | |
| 朝日山部屋   | 19代朝日山 （關脇・琴錦）      | 19代朝日山 （關脇・琴錦）      | 無 | 伊勢濱一門          | 2016年6月1日  | 無 | 無                                                      | 中川部屋                               |                                    | 2017年1月12日為止屬於二所之關一門。                                                                    |

## 已解散的相撲部屋
- 春日山部屋
- 大鳴戶部屋
- 熊谷部屋
- 立田川部屋
- 若松部屋
- 甲山部屋
- 中立部屋
- 大鵬部屋
- 二子山部屋
- 武隈部屋
- 押尾川部屋
- 二十山部屋
- 伊勢濱部屋
- 安治川部屋
- 荒磯部屋
- 武藏川部屋
- 桐山部屋
- 高島部屋
- 田子之浦部屋
- 大島部屋
- 花籠部屋

## 各種部屋記錄
最多晉升橫綱
出羽海部屋 8人（大錦卯一郎、栃木山守也、常乃花寬市、武藏山武、安藝乃海節男、千代之山雅信、佐田之山晉松、三重乃海剛司）
最多幕内優勝
九重部屋 52次（北之富士勝昭10次、千代之富士貢31次、北勝海信芳8次、千代大海龍二3次）
最多連續幕内優勝
出羽海部屋 連續10場所（大正6年1月～大正10年5月、栃木山守也5次、大錦卯一郎4次、常乃花寛市1次）
九重部屋 連續10場所（昭和60年9月～昭和62年3月、千代之富士貢8次、北勝海信芳2次）
同一部屋力士獨佔三賞（受賞者3人以上）
出羽海部屋（昭和24年5月、殊勲賞：千代之山雅信、敢鬥賞：羽島山昌乃武、技能賞：五ツ海義男）
優勝為同部屋増位山大志郎。
藤島部屋（平成3年5月、殊勲賞:貴花田光司、敢鬥賞:安芸乃島勝巳、貴鬥力忠茂、技能賞:從缺）
二子山部屋（平成5年5月、殊勲賞：若乃花勝、敢鬥賞：貴乃浪貞博、技能賞：貴鬥力忠茂）
優勝為同部屋貴乃花光司。